# The Book Beri'ah - Hod
Hod est le disque numéro 8 du coffret The Book Beri'ah, troisième volet du projet Masada de John Zorn. Il est interprété par le groupe Zion80 du guitariste Jon Madof, qui mélange afrobeat et influences juives. Il est publié en tant qu'album en août 2019.

## Titres
| No | Titre    | Durée |
| -- | -------- | ----- |
| 1. | Hod      | 5:35  |
| 2. | Takhlit  | 7:46  |
| 3. | Shelemut | 9:06  |
| 4. | Sharak   | 8:51  |
| 5. | Tahor    | 10:42 |
| 6. | Madregut | 6:02  |
| 7. | Reiah    | 8:52  |
| 8. | Akudim   | 8:04  |
| 9. | Shmecha  | 3:45  |

## Personnel
- Jon Madof - guitare
- Yoshie Fruchter - guitare
- Frank London - trompette
- Greg Wall - saxophine ténor
- Jessica Lurie - saxophone baryton, saxophone alto, flûte
- Zach Mayer - saxophone baryton
- Brian Marsella - claviers
- Shanir Ezra Blumenkranz - basse
- Yuval Lion - batterie
- Marlon Sobol - percussions

Invité
- John Zorn - saxophone alto (5)